# Подлесный Мукаров

Подлесный Мукаров (укр. Підлісний Мукарів) — село в Дунаевецком районе Хмельницкой области Украины.

## История
Название Подлесный Мукаров встречается в исторических документах уже в начале XV века. Это были королевские земли, которые сначала входили в Барское староство, а впоследствии, в 1665 году, вошли в состав отдельного Мукаровского староства, в которое входили 7 деревень, и которое давалось в долгосрочную аренду на привилегированных условиях разным лицам.
Римско-католический приход в Мукареве возник еще в XVI веке. В 1613 году здесь был построен первый деревянный костел. Спонсором строительства вступил местный владелец подольский подсуд Андрей Гурский, а король Сигизмунд III подарил ему привилегии. Храм был деревянным, во времена Михала Корибута Вишневецкого, во второй половине XVII века полностью уничтожен во время турецкого владычества на Подолье. После 27-летней турецкой оккупации в деревне до начала XX века выращивали качественный турецкий табак.
В 1760 году Мукару возвели новый костел, тоже из дерева, простоял практически век.
В конце XVIII века владычицей Мукаровского староства была жена известного французского авантюриста того времени принца Шарля де Нассау-Зигена Каролина Гоздская. После ее смерти в 1804 году и смерти принца Нассау в 1808 году, император Александр I отдал Мукаровское староство в аренду на 12 лет (1818–1830) Павлу Бутягину, секретарю Российского посольства во Франции, который был женат на приемной дочери принца Нассау Каролины Гоздской — Елизаветой Ивановной. 
На протяжении 1830—1842 годов Мукаревское староство находилось в собственности Каменец-Подольского кафедрального собора.
В 1859 году начали строить храм в стиле поздней неоготики на средства прихожан. Инициатором строительства стал священник Базилий Шах (Szach). В 1886 году костел был освящен в честь святого Иосифа.

## Население
Население по переписи 2001 года составляло 927 человек. Почтовый индекс — 32435. Телефонный код — 3858. Занимает площадь 3,454 км². Код КОАТУУ — 6821887401.

## Достопримечательности
- Римско-католический храм Святого Иосифа Обручника — каменный римско-католический костел, построенный на средства прихожан на протяжении 1859—1872 годов, в стиле поздней неоготики. Костёл имеет много типичных атрибутов готики — окно-розу, фиалы с крестоцветами, вымперги.

## Местный совет
32435, Хмельницкая обл., Дунаевецкий р-н, с. Подлесный Мукаров, ул. Ленина, 34